# Pêche en France

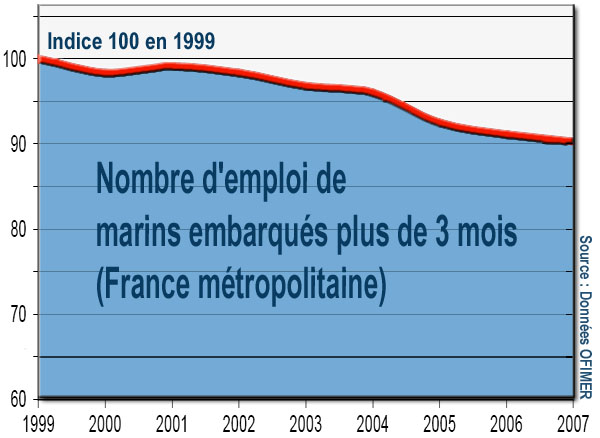
Le nombre d'emplois à bord et en déclin (environ 10 % de perte en 10 ans) surtout dans le secteur de la pêche artisanale.

La pêche en France est une activité économiquement importante pour certains ports (ex : Boulogne-sur-Mer) et certaines régions littorales (Bretagne, Nord-Pas-de-Calais, DOM) fortement soutenue par le ministère chargé de la pêche et par les gouvernements successifs.

## Statistique
La filière halieutique française a su se moderniser et s’exporter mais elle est confrontée aux conséquences de la surpêche mondiale, de la dégradation des stocks, aux quotas et ne représente plus qu'environ 15 % de la consommation française, avec un chiffre d'affaires qui malgré les subventions et aides fiscales était dans les années 2005 à peine plus élevé que celui de la filière française de la tomate. Selon les statistiques de l'OFIMER et du ministère chargé de la pêche, le nombre de marins-pêcheurs continue à diminuer dans le secteur artisanal, sans être compensé par les créations d'emplois de la pêche industrielle. En 2007, 25 215 marins-pêcheurs français travaillaient à 87 % sur des navires immatriculés en métropole (dont 28 % immatriculés en Bretagne) pour un équivalent de 6 571 214 jours travaillés (soit 260 jours par emploi pour l’année 2007 en moyenne). 74 % de ces marins ont navigué 6 mois et plus, et 15 % occasionnellement (moins de 3 mois pour l’année 2007).
La répartition des emplois par région d’immatriculation a peu varié pour ceux qui ont navigué 3 mois ou plus, mais de 1999 à 2007 ce secteur a perdu environ 10 % de ses emplois (en métropole pour les postes non occasionnels) avec des différences régionales fortes (+42 % de 1999 à 2007 en Aquitaine, à −31,9 % en Poitou-Charentes et presque stable en Languedoc-Roussillon (−4,2 %),.
Au 31 décembre 2007, la flotte française comportait 7 631 navires actifs dont 5 187 immatriculés en métropole (dont 20 % en Bretagne), et 2 444 dans les départements d’Outre Mer (DOM) dont 14 % en Martinique (14 %). Si l'on observe les immatriculations à une échelle géographique plus fine (quartiers maritimes), les zones ayant le plus de navires immatriculés sont : Fort-de-France (14 % des immatriculations de la flotte française), Pointe-à-Pitre (11 %), Sète (7 %) puis Cherbourg (5 %). La flotte française est numériquement constituée de navires de moins de 10 mètres de longueur hors tout (70 % des navires au 31 décembre 2007, 13 % mesurant de 10 et 12 mètres, et 14 % de 12 et 24 mètres pour seulement 3 % dépassant 24 mètres). Cette flotte a en 2007 d'abord déclaré des nasses ou casiers ; pour 29 % des navires (mais en fait essentiellement utilisées dans les DOM). Ce sont ensuite les filets qui sont l'outil principal dans 21 % des navires, à égalité avec le chalut pour 21 % des cas. Au total 69 % des engins principaux déclarés étaient statiques et 25 % étaient remorqués. En métropole le chalut est l'engin maintenant le plus déclaré comme engin principal (30 %) devant le filet (27 %). 91 % des bateaux de pêche immatriculés dans les DOM n'atteignent pas 10 mètres de long, contre 59 % en métropole.
La puissance totale, estimée au 31 décembre 2007, était de 1 070 628 kW, dont 77 % pour les navires immatriculés en métropole. Le poids de la métropole est encore plus important pour ce qui est de la capacité avec 92 % d'un total de 210 754 Gt de capacité (au 31 décembre 2007). L’âge moyen des bateaux immatriculés est de 20 ans (12 ans dans les DOM, et 23 ans en métropole). La tendance est à une diminution du nombre et de la taille des navires et d'une réduction du nombre de marins à bord : Entre 1995 et fin 2007, le nombre de bateaux a diminué de 21,3 % en métropole. Les bateaux de 12 à 24 m sont ceux qui sont le moins remplacés et construits (−30,9 %, contre −19,3 % pour les bateaux de moins de 12 m et −8,5 % pour les plus de 24 m. Ceci se traduit par une diminution de puissance (−17,4 % de 1995 à 2007), mais le nombre de bateaux diminue moins vite que la puissance totale de la flotte, et les progrès techniques font que la diminution de puissance ne se traduit pas par une diminution égale d'intensité de pêche. Un rapport du Sénat intitulé « Marée amère ; pour une gestion durable de la pêche » réalertait fin 2008 sur la menace que la surpêche fait peser sur l'alimentation mondiale. Selon ce rapport, la pêche a « très certainement » déjà atteint sur presque toute la planète « les limites de l’exploitation halieutique » alors que la capacité de pêche augmente d'environ 4 % par an. Son influence dépasse dans presque toutes les mers les facteurs naturels alors qu'il n’y « a plus de stock pouvant soutenir une nouvelle croissance des captures » et que l'aquaculture telle qu'elle existe « accroît la pression sur les espèces sauvages et contribue à la destruction des milieux naturels ».
En 2010, alors que dans le monde des projets d'écoconception de bateaux de pêche (dont à motorisation hybride ou pile à hydrogène) se développent, en France à la suite du Grenelle de la mer, la loi Grenelle II prévoit d'encourager un label environnemental relatif à la pêche durable. Il accompagnera la création d'une stratégie nationale de gestion intégrée de la mer et du littoral (décret en attente), et d'un Conseil national de la mer et des littoraux. La loi précise que les critères de labellisation du label seront fixés « dans un référentiel dont les modalités d'élaboration et de contrôle de son application par des organismes accrédités sont fixées par décret ».
L'Institut français de recherche pour l'exploitation de la mer (Ifremer), après avoir facilité une pêche plus intensive, contribue à l'évaluation environnementale, et à proposer des bonnes pratiques pour une pêche durable, y compris coquillère (par exemple pour la coquille Saint-Jacques).
Faute de ressource locale issue de la pêche française, la filière a recours aux importations depuis des dizaines d'années, l'évolution du commerce extérieur des produits de la mer entraîne un déficit commercial qui s'aggrave pour s'établir à 5,8 milliards d'euros en 2022.

## Règlementation

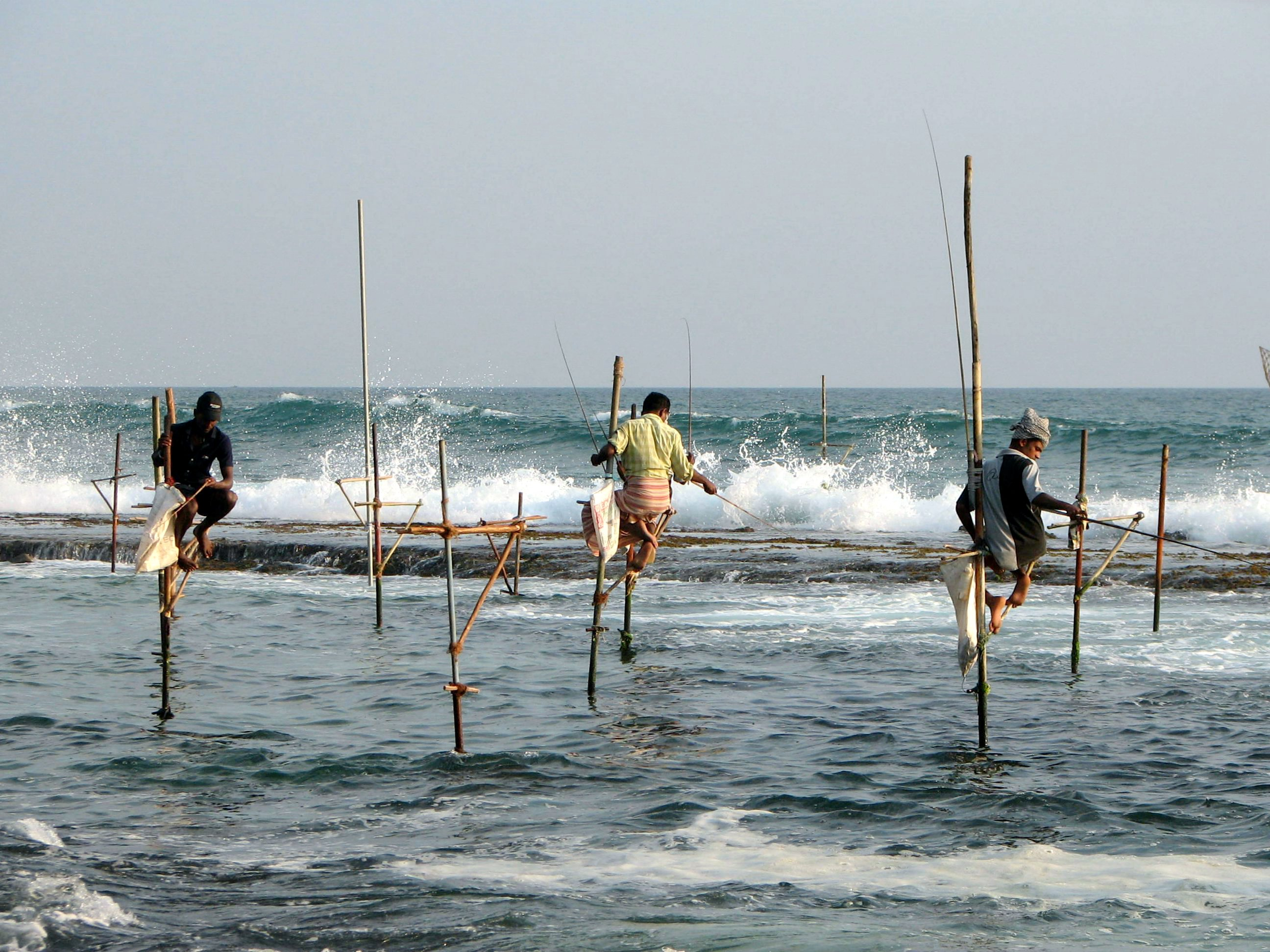
Pêcheurs sur échasses, Sri Lanka.

Tous les pays disposent d'une réglementation particulière. La réglementation de la pêche, en France, relève du ministère de l'Environnement et du ministère de l'Agriculture et de la Pêche.
On peut notamment citer :
- le permis de pêche
- les licences de pêche
- les autorisations de pêche
- les engins de pêche
- la fixation de mailles (tailles minimales de capture)[11]
- la liste des espèces protégées
- la liste des espèces indésirables

Au niveau français, les pêcheurs maritimes professionnels disposent conformément à la loi du 2 mai 1991 d'une organisation représentative chargée entre autres d'informer les pêcheurs en matière de réglementation.

### Locale
En France, les pêcheurs professionnels se sont toujours auto-imposés une réglementation adaptée aux spécificités de chaque zone, notamment via des GBP (Guides de Bonnes Pratiques ) ainsi qu'au travers d'organisations issues de la loi du 2 mai 1991 qui sont les Comités régionaux et locaux des pêches maritimes et des élevages marins (CRPMEM et CLPMEM) et en Méditerranée via des prud'homies de pêcheurs.
En Martinique, après dix ans de travail pour améliorer la traçabilité des produits issus de la pêche professionnelle, un système d’identification vient d'être mis en place. Le président du Comité des pêches présentait conjointement avec les services de l’État, les représentants des maires et de la collectivité territoriale de la Martinique les outils assurant la traçabilité : des macarons et cartes d’identification collés sur les embarcations et le matériel.

### Différend entre la France et le Royaume-Uni sur les droits de pêche
En 2021, un différend oppose la France et le Royaume-Uni sur l'octroi des droits de pêche dans les eaux britanniques à la suite du retrait du Royaume-Uni de l'Union européenne,,.
En 2023, à la suite du plan de sortie de flotte lié au Brexit, quarante-cinq bateaux vont partir à la casse en Bretagne sur les quatre-vingt-dix bateaux concernés au niveau national dans un contexte général déjà difficile dans le secteur de la pêche en France